# Verpflichtung
Im deutschen Zivilrecht besteht für einen Träger von Rechten eine Verpflichtung (i. S. davon, zu etwas verpflichtet zu sein), wenn sich aus einem Schuldverhältnis Ansprüche gegen ihn richten (vgl. § 241 BGB), im Voraus definierte Vorgaben oder Tätigkeiten zu erfüllen. Synonym wird – in Abgrenzung zur Haftung – auch von Verbindlichkeit gesprochen.
Unterschieden werden nach Inhalt der Verpflichtung Haupt- und Nebenleistungspflichten, wobei die geschuldete Leistung auch in einem Unterlassen bestehen kann. Daneben kommen Schutz- bzw. Rücksichtnahmepflichten, Pflichten, die auf keine Leistung gerichtet sind, sondern vom Schuldner bei der Leistungsbewirkung zu beachten sind.
Eine Einteilung nach Entstehungszweck grenzt die ursprünglich gewollten Primärpflichten von den Sekundärpflichten ab, die erst aus einer Leistungsstörung entstehen (etwa die Pflicht zum vertraglichen Schadensersatz).

## Inhalt der Verpflichtung
§ 241 BGB unterscheidet nach seinem Inhalt zwei verschiedene Arten von Pflichten:

### Leistungspflichten
§ 241 Abs. 1 BGB beschreibt die Leistungspflichten: 
 Der Schuldner ist also zu einem ganz bestimmten Tun oder Unterlassen verpflichtet.
Der Gläubiger ist zugleich berechtigt, die Einhaltung der Verpflichtung zu fordern. Das „Recht, von einem anderen ein Tun oder Unterlassen zu verlangen“ (§ 194 Abs. 1 BGB), wird als Rechtsanspruch formuliert. So ist etwa der Verkäufer kraft des Kaufvertrages verpflichtet, dem Käufer die Kaufsache zu übergeben und zu übereignen (§ 433 Abs. 1 Satz 1 BGB). Kommt der Verkäufer der Forderung nicht nach, haftet er für die Verbindlichkeit.
Leistungspflichten sind vornehmlich Haupt- und Nebenleistungspflichten. Hauptleistungspflichten sind die Übergabe und Übereignung der Sache einerseits und die Kaufpreiszahlung andererseits. Nebenleistungspflichten sind etwa die Pflicht zur ordnungsgemäßen Verpackung der Sache oder die Pflicht zur Abnahme.

Der Leistungsort wird über die Hol-, die Schick- und die Bringschuld geregelt. Die Leistungszeit betrifft dagegen die Frage, ab wann die Leistung erbracht (Erfüllbarkeit) und verlangt (Fälligkeit) werden darf. Die Verpflichtung zur Leistung kann sich auf einen konkret bestimmten Gegenstand beziehen (Stückschuld) oder auf ein Element einer Vielzahl ähnlicher Gegenstände (Vorratsschuld oder Gattungsschuld). Auch die Gegenleistung ist eine Leistung, sodass die Vorschriften über Entstehung, Inhalt und Erlöschen der Leistungspflichten gleichfalls auf sie anwendbar sind. 

### Schutzpflichten
§ 241 Abs. 2 BGB beschreibt dagegen eine andere Art von Pflichten. Sie werden als Schutz-, Rücksichts- oder Rücksichtsnahmepflichten gefasst: 
So ist etwa ein Autoverkäufer verpflichtet, im Verkaufssalon keinen rutschigen Fußbodenbelag zu verlegen, auf dem der Käufer ausrutscht und sich verletzt. Derartige Pflichten ziehen keinen Erfüllungsanspruch nach sich. Sie sind zunächst nicht konkretisiert, sondern allgemein auf Rücksichtnahme gerichtet. Wenn die konkrete Situation eintritt, ist es zu spät: Entweder ist der Schaden schon entstanden, oder die Gefahr ist erkannt und stellt deshalb keine Bedrohung mehr dar. Schutzpflichten sind daher nicht einklagbar; das Gesetz spricht – anders als bei den Leistungspflichten – nicht einmal davon, dass ihnen ein entsprechender Anspruch eines Gläubigers gegenübersteht.

### Relevanz der Unterscheidung
Die Unterscheidung wird vor allem dann wichtig, wenn die Pflichten verletzt werden, eine Leistungsstörung eintritt. Die Folgen sind unterschiedlich:
Bei der Verletzung der Leistungspflichten ist das Äquivalenzinteresse des Gläubigers gestört. Zwar nimmt das Gesetz keine Wertung von vereinbarter Leistung und Gegenleistung vor, sondern akzeptiert, dass den Vertragsparteien die Leistung eben die vereinbarte Gegenleistung wert war („subjektive Äquivalenz“) – das folgt aus dem Grundsatz der Privatautonomie. Diese subjektive Äquivalenz, also die vorgestellte Gleichwertigkeit von Leistung und Gegenleistung, fehlt aber, wenn nicht das Vereinbarte geleistet wird. Ist etwa dem Käufer eines Autos dieses 10.000 Euro wert, so ist sein Interesse an der gleichwertigen Gegenleistung gestört, wenn er das Auto gar nicht oder beschädigt erhält. Es gibt deshalb Rechtsbehelfe wie Nacherfüllung, Minderung, Rücktritt oder „Schadensersatz statt der Leistung“, um die Äquivalenz zwischen Leistung und Gegenleistung wiederherzustellen: Der Käufer erhält ein anderes, intaktes Auto, muss für das beschädigte Auto weniger bezahlen, erhält die Reparatur bezahlt oder kann sich vom Vertrag ganz lösen.
Dagegen hat die Verletzung von Schutzpflichten mit dem eigentlichen Austauschverhältnis nichts zu tun: Leistung und Gegenleistung bleiben davon ja unberührt, wenn unabhängig davon anderweitige Schäden am bisherigen Vermögen des Gläubigers eintreten. Es handelt sich also nur um Verletzungen des Integritätsinteresses, die durch sogenannten „Schadensersatz neben der Leistung“ ausgeglichen werden können. Auch eine Nacherfüllung wäre sinnlos: der Schaden ist ja schon eingetreten. Nur ganz ausnahmsweise kann der Gläubiger zurücktreten oder Schadensersatz statt der Leistung verlangen, nämlich dann, wenn ihm angesichts der Verletzung von Schutzpflichten die weitere Vertragsdurchführung mit solch einem unzuverlässigen Schuldner nicht mehr zumutbar ist (vgl. § 324, § 282 BGB).

## Entstehung der Verpflichtung
Angesichts der Folgen für den Schuldner ist das Entstehen von Pflichten im Gesetz geregelt.

### Leistungs- und Schutzpflichten
Gemäß § 311 Abs. 1 BGB gilt: 
 Kraft Privatautonomie kann sich also vertraglich jeder – innerhalb gewisser Grenzen – zu beliebigen Leistungen verpflichten. Daneben ordnet auch das Gesetz Leistungspflichten an, etwa indem es einseitige Rechtsgeschäfte (Auslobung) anerkennt oder beispielsweise im Bereicherungs- und Deliktsrecht. Aus solchen Schuldverhältnissen können auch Schutzpflichten entstehen, § 241 Abs. 2 BGB. Ausnahmsweise können die Pflichten auch Dritten, die nicht Partei sind, zugutekommen (unechter und echter Vertrag zugunsten Dritter, Vertrag mit Schutzwirkung zugunsten Dritter).

### Schutzpflichten
§ 311 Abs. 2 und 3 BGB gehen aber darüber hinaus: Ein Schuldverhältnis mit Pflichten nach § 241 Abs. 2 BGB (Schutzpflichten) entsteht auch durch die Aufnahme von Vertragsverhandlungen, die Anbahnung eines Vertrags und ähnliche geschäftliche Kontakte. Hier ist die früher gewohnheitsrechtlich anerkannte culpa in contrahendo kodifiziert worden: Zwischen den Jedermannspflichten des Deliktsrechts und der vertraglichen Verpflichtungen steht eine dritte Fallgruppe, die dadurch gekennzeichnet ist, dass jemandem im Hinblick auf eine rechtsgeschäftliche Beziehung die Möglichkeit zur Einwirkung auf Rechte, Rechtsgüter und Interessen gewährt wird. Selbst einen Dritten, der nicht Vertragspartei ist, kann in Ausnahmefällen eine entsprechende Schutzpflicht treffen.
Umstritten ist allerdings, ob es sich bei diesem Regime um ein gesetzliches Schutzverhältnis, eine „dritte Spur“ zwischen Vertrags- und Deliktsrecht handelt (so vor allem Canaris), oder ob die Schutzpflichten nur im vor- und nachvertraglichen Stadium kraft Gesetzes entstehen, ansonsten aber zu vertraglichen Pflichten „umklappen“.

## Erlöschen von Leistungspflichten
Der typische Erlöschensgrund für Leistungspflichten ist die Erfüllung mit ihren Surrogaten (Aufrechnung, Hinterlegung). Ausnahmsweise erlöschen die Leistungspflichten unabhängig hiervon, beispielsweise wenn die Leistung unmöglich geworden ist. Die Gefahr, erneut leisten zu müssen (etwa weil der geschuldete Gegenstand zerstört wurde), wird als Leistungsgefahr bezeichnet.